# Csónakok a tengerparton Étretat-nál
Csónakok a tengerparton Étretat-nál Claude Monet 1885-ös festménye.
1885 őszén Monet Étretat-ban, a La Manche partján festett. Amikor a rossz idő lehetetlenné tette a festést a szabadban, behúzódott az Hôtel Blanquet-be, és szobájában dolgozott tovább, amelynek ablaka a partra és a tengerre nyílt. Két képet készített innen, amelyek megegyeznek színhasználatukban, látószögükben és tárgyukban. Az egyik alkotás A csónakok indulása, Étretat, a másik a Csónakok a tengerparton Étretat-nál.
1885. november 24-ei, Alice Hoschedének, leendő feleségének küldött levelében azt írta, hogy délután, az esőben az ablakból festette a parton álló, kátrányos palánkokkal fedett, tárolásra használt régi bárkákat, majd megörökítette a csónakok kifutását.
Mindkét alkotás középpontjában a csónakok állnak, a felhasznált színek (pasztellkékek, -rózsaszínek, -bíborok és -zöldek) a tárgyak, felszínek nedvességét hangsúlyozzák. A sötét hajótesteknek szinte csak a ragyogó, fényes színek adnak struktúrát.
A képet francia tulajdonosától 1911-ben Nemes Marcell műkereskedő vette meg, aki később Paul Durand-Ruelnek adta tovább 9500 frankért, aki egy meg nem nevezett vásárló ügynökeként járt el. 1922. november 15-én a chicagói Charles H. Worcester vette meg 2295 dollárért a festményt. 1947-ben leszármazottjai az Art Institute of Chicagónak ajándékozták a képet, de 1957-ig az otthonukban maradt.